# 勞維爾

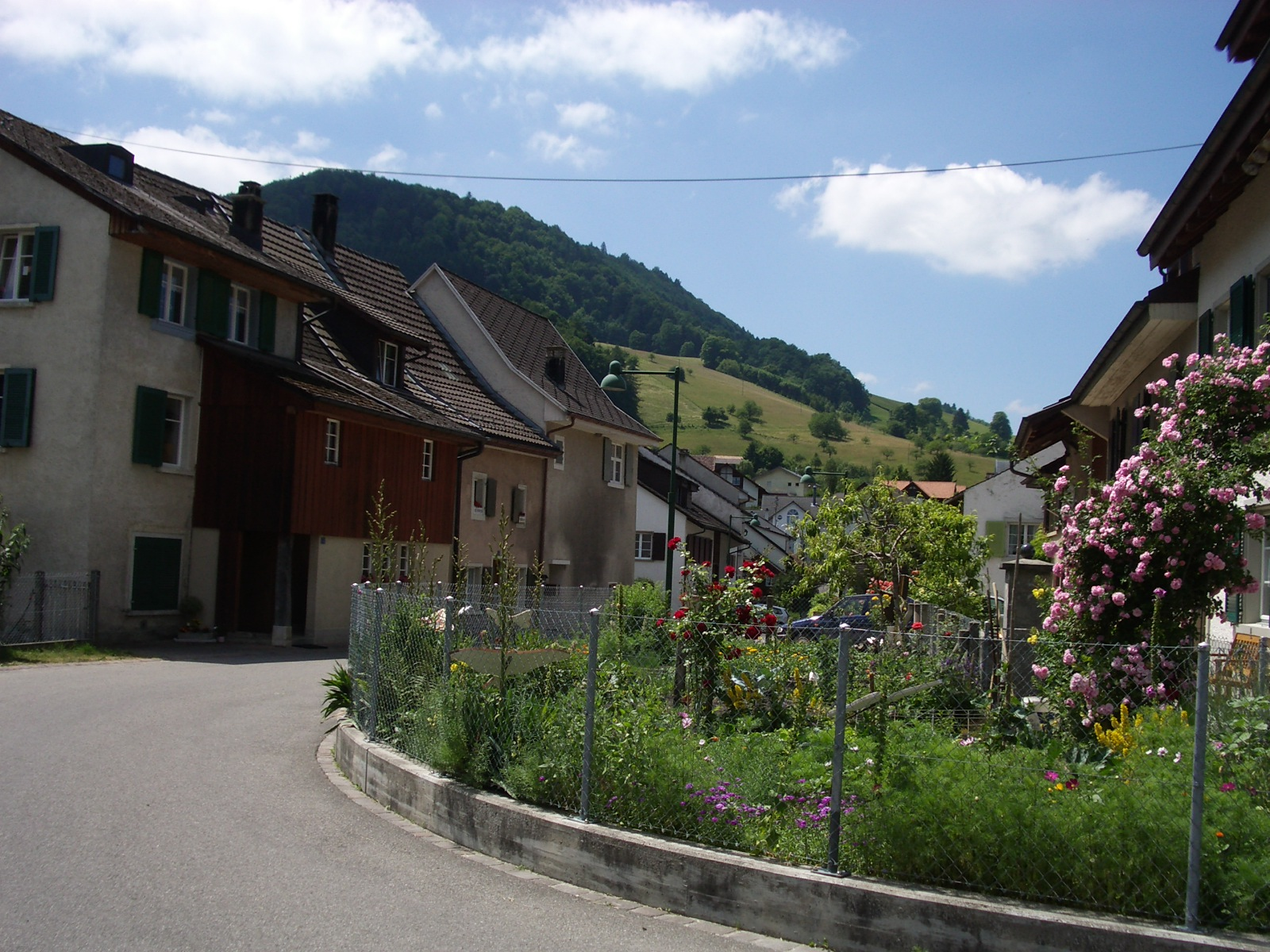

勞維爾是瑞士的城鎮，位於該國北部，由巴塞爾鄉村州負責管轄，面積7.27平方公里，海拔高度633米，2012年人口321，七成人口信奉基督教，人口密度每平方公里44人。

## 外部連結
- Official website （页面存档备份，存于） （德文）